# Orde Naval de Maria Cristina
La Reial i Naval Orde de Maria Cristina, comunament coneguda com a Orde Naval de Maria Cristina, va ser una distinció militar espanyola vigent entre 1891 i 1931, encara que des d'aquest últim any fins al començament de la Guerra Civil es va mantenir el seu ús en actes públics i pensions encara que obligant als seus titulars a canviar les insígnies per altres noves en les quals s'havien substituït els símbols monàrquics i els colors de la bandera bicolor espanyola pels republicans.

## Característiques
Aquesta ordre va ser creada mitjançant la Reial Orde de 25 de febrer de 1891, desenvolupant-se adoptada en virtut de l'article 2n de la Llei de Recompenses de l'Armada, de 15 de juliol de 1890. Va rebre el seu nom en honor de Maria Cristina d'Habsburg-Lorena (1858-1929), reina regent d'Espanya en aquell moment i mare del rei Alfons XIII (1886-1941). Es destinava a recompensar grans gestes, els fets heroics, mèrits distingits i els perills i sofriments en campanya en l'àmbit naval.
L'Orde Militar de Maria Cristina va comptar amb tres categories i les seves insígnies van adoptar la forma de plaques:
1. Primera Classe: Destinada a oficials o assimilats, mostrava en la seva placa l'escudo petit dels reis d'Espanya (les armes de Castella i Lleó amb les de Granada en la punta i escussó dinàstic en la part central) realitzat en esmalt. L'escut estava envoltat per un llistó esmaltat en blau i carregat amb les inscripció "Al MÈRIT NAVAL". L'escut i el llistó estaven situats sobre una creu pisana filetejada de color bronze mat, decorada en els seus braços laterals i inferior, amb adorns daurats amb forma de flors de lis, en els braços laterals, i una corona reial, el superior i un ancora realitzada en esmalt blau, en l'inferior. La creu es mostrava sobre una corona de llorer i quatre espases també de color bronze mat amb les seves puntes situades cap al centre i un conjunt de ràfegues platejades i brillants. En cas que una mateixa persona obtingués diverses vegades aquesta categoria, es reflectia amb passadors realitzats en or brillant.
2. Segona Classe: Lliurada a caps o assimilats, comptava amb els mateixos elements que la categoria anterior però diferenciant-se en el color de la creu, la corona de llorer i les espases que eren platejades i brillants. En cas que una mismao obtenir diverses vegades aquesta modalitat, es reflectia amb passadors daurats i brillants.
3. Tercera Classe: Concedida a almiralls o assimilats. La seva insígnia era pràcticament idèntica a les anteriors però amb la creu, la corona de llorer, les espases i les ràfegues de color daurat brillant i amb els adorns situats en els braços de la creu de color platejat brillant, incloent la figura de l'ancora. Els qui rebien la placa d'aquesta categoria també portaven la insígnia de l'ordre, amb una grandària menor, penjada d'una banda, dividida en tres franges de la mateixa grandària, amb els colors de la bandera d'Espanya en la central, la bandera també amb franges de la mateixa grandària, i de color blanc les exteriors amb filet de color vermell de cinc mil·límetres d'ample en les vores de la banda.

Aquesta ordre va ser creada en l'àmbit naval a imatge de l'Orde Militar de Maria Cristina.